# Klönnenhöhe
Klönnenhöhe, ursprünglich nur Höhe genannt, hieß bis Ende des 19. Jahrhunderts eine Ortslage in der bergischen Großstadt Solingen.

## Lage und Beschreibung
Der heute in der geschlossenen Bebauung aufgegangene Ort Klönnenhöhe befindet sich an der Krahenhöhe auf der Grenze der beiden Stadtbezirke Burg/Höhscheid und Solingen-Mitte. Der Ort liegt im Bereich der Straßenkreuzung Klingenstraße / Schützenstraße, unmittelbar nordwestlich befindet sich der Volksgarten. Südwestlich befindet sich die katholische Kirche St. Josef an der Krahenhöhe.
Benachbarte Orte sind bzw. waren (von Nord nach West): IV. Feld, Windfeln, Eick, Krahenhöhe, Wieden, Lindenbaum, Spielbruch, Maushöhe, Kirschbaumshöhe, II. und III. Feld.

## Etymologie
Der Ort wurde ursprünglich nur als Höhe bezeichnet. Die spätere Ortsbezeichnung Klönnenhöhe geht vermutlich auf den Dorper Bürgermeister Karl Klönne (1781–1859) zurück, der an der Höhe über umfangreichen Besitz verfügte. Das Suffix -höhe kennzeichnet die Höhenlage des Ortes am Rande der Krahenhöhe.

## Geschichte
In dem Kartenwerk Topographia Ducatus Montani von Erich Philipp Ploennies, Blatt Amt Solingen, aus dem Jahre 1715 ist der Ort nicht verzeichnet. Er wurde in den Registern der Honschaft Solingen geführt. Die Topographische Aufnahme der Rheinlande von 1824 verzeichnet den Ort unbenannt, die Preußische Uraufnahme von 1844 verzeichnet ihn als Klönenhöh. In der Topographischen Karte des Regierungsbezirks Düsseldorf von 1871 ist der Ort hingegen nicht verzeichnet.
Klönnenhöhe gehörte nach Gründung der Mairien und späteren Bürgermeistereien zur Bürgermeisterei Dorp, die im Jahre 1856 das Stadtrecht erhielt. Die Bürgermeisterei beziehungsweise Stadt Dorp wurde nach Beschluss der Dorper Stadtverordneten zum 1. Januar 1889 mit der Stadt Solingen vereinigt. Damit wurde Klönnenhöhe ein Ortsteil Solingens.
Der Ort wuchs Ende des 19. Jahrhunderts entlang der Klingenstraße mit der Krahenhöhe zusammen und ging in der geschlossenen Bebauung auf. Der Ortsname Klönnenhöhe wurde in diesem Zuge von dem Ortsnamen Krahenhöhe verdrängt und ist heute darum nicht mehr gebräuchlich.